# Zwarte lijst van Hollywood
De zwarte lijst van Hollywood (Hollywood blacklist), in bredere zin ook bekend als de zwarte lijst van de entertainmentindustrie, was een door de Amerikaanse overheid opgestelde lijst van scenarioschrijvers, acteurs, filmregisseurs, muzikanten en andere professionals uit de entertainmentindustrie, aan wie vanwege hun politieke overtuigingen of aanhang werk in de Amerikaanse filmindustrie werd geweigerd. De lijst werd voor het eerst opgesteld op 25 november 1947, en bleef tot ver in de jaren 50 gehandhaafd. 
De lijst kwam voort uit de Rode Angst in een periode dat het Mccarthyisme hoogtij vierde. Mensen op de lijst werd onder andere werk geweigerd omdat ze aanhangers zouden zijn van de Communistische Partij van de Verenigde Staten. Ook deelname aan communistische praktijken of een vermoeden ervan was een argument om mensen op de lijst te plaatsen, evenals het weigeren om mee te werken aan onderzoek naar de praktijken van de communistische partij. Op deze manier wilde de overheid voorkomen dat ze hun films zouden gebruiken om communistische propaganda te verspreiden onder de Amerikaanse bevolking. 
De zwarte lijst eindigde in 1960, toen Spartacus-acteur Kirk Douglas erop aandrong dat scenario-schrijver Dalton Trumbo op de lijst van credits kwam te staan. Trumbo stond op de zwarte lijst, en Douglas doorbrak hiermee het taboe waarna andere films volgden.

## Geschiedenis
De oorsprong van de zwarte lijst is terug te voeren naar de jaren 30 en 40 van de 20e eeuw, toen de Communistische Partij van Amerika een groot aantal volgelingen kreeg. De partij verloor echter veel steun na de Moskouse Processen in 1936-38. De overheid begon toen haar aandacht te richten op mogelijke banden tussen Hollywood en de partij. Onder voorzitterschap van Martin Dies concludeerde het House Committee on Un-American Activities (HCUA) dat er communistische praktijken gaande waren in Hollywood. 
Tijdens de Tweede Wereldoorlog verslapte de aandacht die de overheid schonk aan communistische activiteiten in Hollywood, daar Amerika en de Sovjet-Unie toen een gezamenlijke vijand hadden in nazi-Duitsland en Japan. De start van de Koude Oorlog deed het onderzoek echter weer opleven. In oktober 1947 volgde de eerste versie van de zwarte lijst.

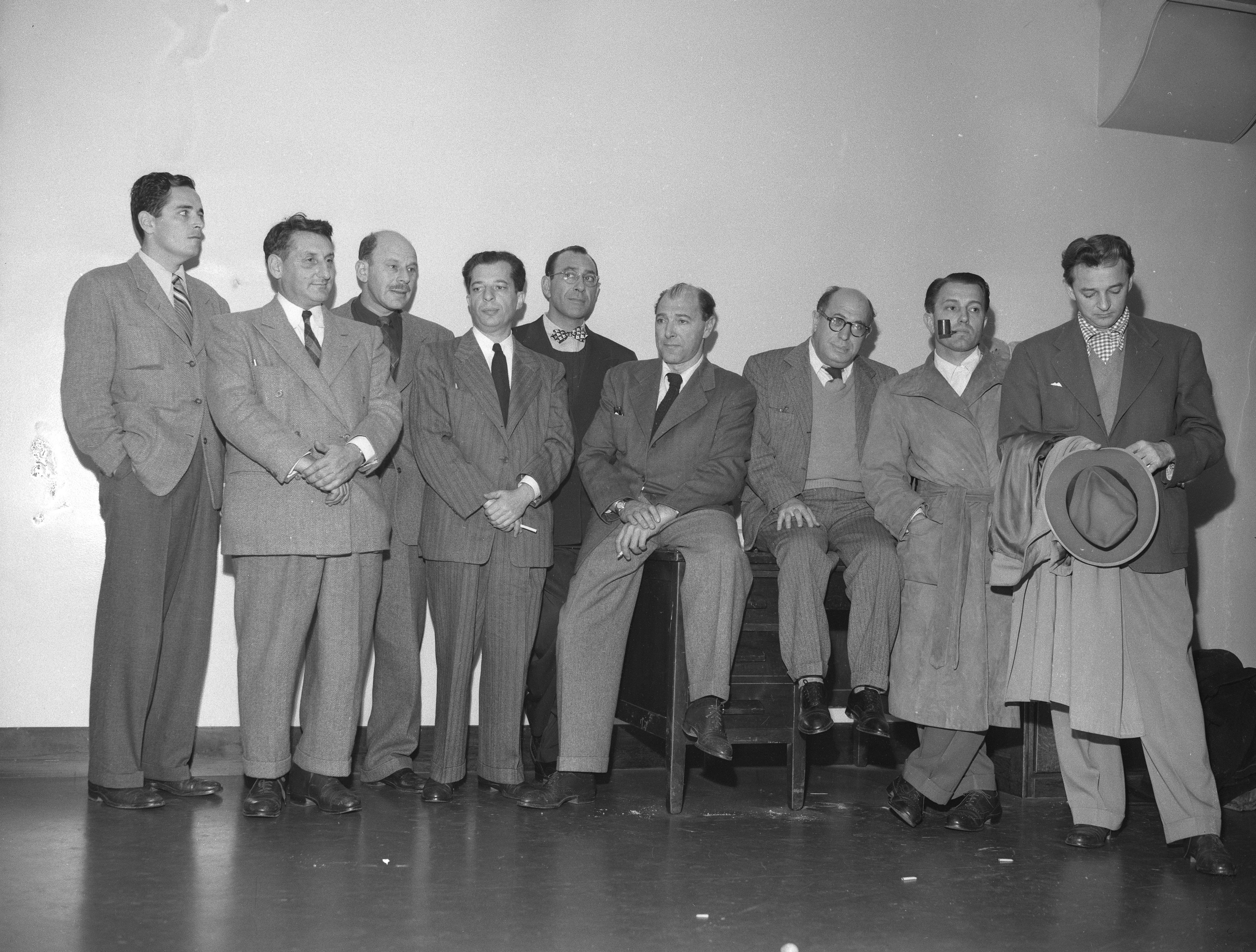
Negen van The Hollywood Ten

De eerste tien schrijvers en regisseurs die op de lijst kwamen na de invoering ervan staan tegenwoordig bekend als  The Hollywood Ten (de tien van Hollywood). Dit waren:
- Alvah Bessie, scenarioschrijver
- Herbert Biberman, scenarioschrijver en regisseur
- Lester Cole, scenarioschrijver
- Edward Dmytryk, regisseur
- Ring Lardner Jr., scenarioschrijver
- John Howard Lawson, scenarioschrijver
- Albert Maltz, scenarioschrijver
- Samuel Ornitz, scenarioschrijver
- Adrian Scott, producer en scenarioschrijver
- Dalton Trumbo, scenarioschrijver

Hoewel de HCUA geen directe bewijzen vond dat in Hollywood inderdaad communistische propaganda werd gemaakt, werd de filmindustrie desondanks zwaar uitgekamd. Veel regisseurs, acteurs en scenarioschrijvers waarvan bekend was dat ze banden hadden met de Communistische Partij moesten verantwoording afleggen voor het HCUA, of werden gedwongen mee te werken aan onderzoeken naar de partij. Zij die weigerden, kwamen op de lijst terecht.
In juni 1950 maakte het pamflet Red Channels de namen bekend van 151 mensen die op de lijst waren beland. Deze publicatie staat ook bekend als de Red Channels-lijst. Tussen 1952 en 1956 was de lijst op z’n toppunt. Mensen die op de lijst stonden konden vaak echter nog wel buiten de Verenigde Staten aan het werk in de filmindustrie, of gingen werken onder pseudoniemen. 
Na 1957 raakte de lijst langzaam in onbruik, daar Hollywood zich er steeds minder van aan ging trekken. Een man die een belangrijke rol speelde in de ondergang van de lijst was John Henry Faulk. Toen hij op de lijst terechtkwam, spande hij een rechtszaak aan die het eerste verzet tegen de lijst betekende. Hij won zijn zaak in 1962. 
Nog jaren na het verdwijnen van de lijst heeft de Writers Guild of America geprobeerd om mensen die ondanks dat ze op de zwarte lijst stonden toch in het geheim meewerkten aan filmproducties te achterhalen, zodat hun namen eindelijk vermeld konden worden op de aftitelingen.